# Vi är Kristi medarvingar
Vi är Kristi medarvingar är en kristen sång med text och musik skriven 1974 av Jimmy Owens och Carol Owens. Texten är hämtad ur Romarbrevet 8:17. Den översattes 1978 till svenska av Nils-Erik Bergman. Sången används inom Pingstkyrkan.

## Publicerad i
- Segertoner 1988 som nr 393 under rubriken "Den kristna gemenskapen - Församlingen".[1]